# Número surreal
Em matemática, os números surreais são uma classe de números que inclui todos os números reais e também números "infinitos", maiores ou menores que qualquer número real; também inclui números "infinitesimais", que estão mais próximos do zero que qualquer número real. Todos os números reais estão rodeados de números surreais, que estão mais próximos de si do que qualquer número real. Os números surreais têm estrutura de corpo ordenado, o que significa que as quatro operações aritméticas básicas (adição, subtração, multiplicação e divisão) são definidas e se comportam como esperado. O inverso multiplicativo de um número infinito é um infinitesimal não nulo, e vice-versa. Nisto, os surreais são semelhantes aos números hiperreais, mas a sua construção é muito diferente. A classe dos surreais é maior e inclui os hiperreais como também os ordinais de Cantor como subclasses. Os matemáticos elogiaram os surreais por serem mais simples, mais gerais e construídos de forma mais limpa do que o sistema, mais comum, dos números reais.

## Histórico
No contexto tradicional da teoria dos conjuntos, não existe o conjuntos dos números surreais, que, se existisse, teria a cardinalidade do conjunto de todos os conjuntos.
Os ordinais infinitos já constavam na obra de Bertrand Russell no Principia mathematica e no Introdução à Filosofia da Matemática.
Já os números surreais foram inicialmente propostos por John H. Conway por volta de 1970, e mais tarde desenvolvidos por Donald Knuth no seu livro de 1974 Surreal Numbers: How Two Ex-Students Turned on to Pure Mathematics and Found Total Happiness. Este livro era, na realidade, uma noveleta matemática e é notável por ser um dos raros casos em que uma nova ideia matemática foi apresentada pela primeira vez numa obra de ficção. No seu livro, que toma a forma de diálogo, Knuth criou o termo números surreais para aquilo que Conway tinha simplesmente chamado números. Conway gostou do novo nome, e adoptou-o mais tarde ele mesmo. Conway então descreveu os números surreais e usou-os para analisar jogos no seu livro de 1976 On Numbers and Games.

## Esboço da construção
Um número surreal é representado por um par ordenado (representado como {L|R}) em que L e R são conjuntos de números surreais, e em que não existe um elemento de L que seja maior que algum elemento de R. Quando L ou R for vazio, ele pode ser omitido na representação. As chavetas em volta do conjunto também podem ser omitidas na representação (ou seja, {{}|{a,b,c}} pode ser representado como {|a,b,c}). Intuitivamente, o número surreal representado por {L|R} está "entre" os elementos de L e os elementos de R, ou seja, l < {L|R} < r para todos {\displaystyle l\in L} e {\displaystyle r\in R.}
Esta definição é análoga à definição de conjunto, na teoria dos conjuntos com o axioma da regularidade: A é um conjunto se A = { A1, A2, ... } em que cada Ai é um conjunto.
A ordenação é definida também de forma indutiva, ou seja, {A|B} será menor ou igual a {C|D} dependendo de propriedades dos blocos mais básicos (essencialmente compara-se cada elemento de A com {C|D}, cada elemento de B com {C|D}, etc).
Os números surreais e sua ordenação são definidos por indução transfinita, a partir do zero, definido como {|}. A cada geração, aparecem novos números e outras formas (equivalentes) de representar números de gerações anteriores.
Assim, a geração inicial S0 inclui apenas o zero, 0 = {|}.
A geração um S1 inclui os números surreais que são construídos a partir do zero, ou seja, {0|} e {|0}. O par {0|0} não é um número surreal, porque existe um elemento no lado esquerdo (zero) que é maior do que ou igual a um elemento no lado direito (zero). Nesta geração, temos que {|0} < {|} < {0|}.